# Liparis glossula
Liparis glossula är en orkidéart som beskrevs av Heinrich Gustav Reichenbach. Liparis glossula ingår i släktet gulyxnen, och familjen orkidéer. Inga underarter finns listade i Catalogue of Life.